# Рока (Белуно)
Рока (итал. Rocca) је насеље у Италији у округу Белуно, региону Венето.
Према процени из 2011. у насељу је живело 217 становника. Насеље се налази на надморској висини од 265 м.